# Мазиашвили, Бидзина Дмитриевич
Бидзина Дмитриевич Мазиашвили (9 мая 1928, Цителцкаройский район — 14 октября 2004) — советский и грузинский тренер по самбо и дзюдо, мастер спорта СССР по самбо (1955), Заслуженный тренер СССР по самбо и дзюдо (1971).

## Биография
Выпускник Грузинского института физкультуры (1959). На соревнованиях представлял общество «Динамо» (Тбилиси).
С 1964 по 1982 год был главным тренером сборной Грузии по дзюдо. В 1970 году был признан лучшим тренером СССР по дзюдо. В том же году был назначен тренером сборной СССР по дзюдо и оставался на этом посту до 1981 года.
В 1997 году был награждён орденом «За заслуги».
В 2000 году вошёл в десятку лучших тренеров Грузии XX века.
Давид Челидзе опубликовал книгу «Патриарх грузинского дзюдо — Бидзина Мазиашвили».

## Известные воспитанники
- Беруашвили, Малхаз Ноевич;
- Георгадзе, Геннадий Валерианович (1948) — советский самбист и борец вольного стиля, чемпион мира по самбо;
- Гоголаури, Гурам Захарьевич;
- Марткоплишвили, Анзор Арсенович;
- Музаев, Амиран Ревазович;
- Нижарадзе, Джибило;
- Онашвили, Гиви Иванович;
- Харшиладзе, Рамаз Ноевич;
- Чиквиладзе, Парнаоз Лукич;